# El Canijo de Jerez
El Canijo de Jerez, nombre artístico de Marcos del Ojo Barroso (Jerez de la Frontera, Cádiz, 27 de junio de 1982) es un cantautor y músico español. Fue vocalista, corista, además de guitarrista, de la banda de flamenco Los Delinqüentes.

## Biografía
A la edad de 15 años forma junto a Miguel Ángel Benítez Gómez la banda Los Delincuentes, cuyo nombre actual (Los Delinqüentes) lo establecieron tras conocer a Diego Pozo. El grupo, en sus inicios fue convirtiéndose cada vez más en un proyecto de gran éxito por lo que a la edad de 18 años dejó sus estudios y su profesión de futbolista para volcarse de lleno en su música con la que graba su primer disco: El sentimiento garrapatero que nos traen las flores (2001), que llegó a convertirse en disco de oro poco después en España al vender más de 50 000 copias. En ese disco la voz principal era Migue, pero el Canijo canta como voz principal temas como «Uno más» y «El día de los bomberos» aparte de componer las canciones junto a Migue. Fue un disco fresco, original y distinto a la música del panorama español.
Tras este éxito la banda publica su segundo trabajo Arquitectura del aire en la calle (2003) que siguió la misma línea de originalidad del primero y con canciones más serias donde se notó la evolución musical del grupo en el que siguió siendo la voz principal del grupo Migue Benítez, pero en este disco Canijo tuvo más protagonismo como voz principal en temas como «Caminito del almendro» «Medicina y mucho ruido», «El telescopio cósmico» y «Joaquin Carachapa y la pequeña nube». 
En esta primera etapa de la banda, Marcos se ocupó de componer casi todo el repertorio y tocar la guitarra, además de prestar su voz puntualmente en algunas canciones, mientras que el peso de la interpretación en la mayoría de los temas y conciertos en directo recayó bajo las espaldas de Miguel Benítez.
Todo esto cambió radicalmente tras la trágica muerte de Migue en el 2004 cuando sólo contaba con 21 años. Marcos asumió el liderazgo del grupo, del que a partir de entonces se convirtió en su voz principal y junto a Diego Pozo reunieron todo el material que ya tenían preparado para editar en el 2005 su tercer disco: El verde rebelde vuelve concebido como un homenaje a su amigo Er Migue y en el que logró que participaran artistas como Bebe, Kiko Veneno o Rafael Amador.
Pese a que la crítica en un principio acogió con recelo este cambio, aduciendo las limitaciones de Canijo para ser la voz del grupo sobre todo, al compararla con la de er Migue, la banda siguió adelante haciéndose cada vez más sólida en sus directos, lo que con el paso del tiempo le llevó a romper esta reticencia inicial para en la actualidad ser reconocido como uno de los referentes de la música española en lo que se refiere a la fusión del flamenco y el rock.

### Carrera en solitario
A finales de 2012, publica su primer disco en solitario, El nuevo despertar de la farándula cósmico cuyo primer sencillo fue «Sentimiento de Caoba». El álbum recibió el premio al "mejor álbum de músicas del mundo" en los Premios de la Música Independiente.
En 2013 creó un nuevo grupo musical llamado La Pandilla Voladora, junto con Albert Pla, Muchachito Bombo Infierno, Tomasito y Lichis.
A mediados del 2014 y con el novedoso sistema de recaudación colectiva crowdfunding consigue alcanzar la cifra estipulada para la grabación de su segundo disco en solitario llamado La Lengua Chivata, el cual vio la luz en octubre de 2014. «Hola, buenos días» y «Gladiadores emplumados» fueron algunos de sus singles. La Lengua Chivata también fue elegido como mejor álbum en los premios de la música independiente.
En febrero de 2018 sacó el primer sencillo llamado «Libera a la Fiera» de presentación de lo que será su tercer disco «Manual de Jaleo». En noviembre de 2020 editó su cuarto trabajo en estudio «Constelaciones de humo» y en junio de 2021 se publicó la biografía «El Canijo de Jerez. Garrapatero cósmico», obra de Kike Babas y Kike Turrón, con prólogos de Tomasito, Juanito Makandé, El Ratón, Capitán Cobarde y Muchachito.

### Carrera en otras formaciones
En 2016, forma un dúo musical llamado Estricnina con el músico y compositor, Juanito Makandé.
En 2025, vuelve a formar un proyecto junto a otros artistas: Los Estanques y El Canijo de Jerez.

### Colaboraciones
En 2020 colaboró en Lino Suricato en el tema «Roto».

## Discografía

### Con Los Delinqüentes
- El sentimiento garrapatero que nos traen las flores (2001)
- Arquitectura del aire en la calle (2003)
- El verde rebelde vuelve (2005)
- Recuerdos garrapateros de la flama y el carril (2006)
- Bienvenidos a la época iconoclasta (2009)
- Los hombres de las praderas y sus bordones calientes (2010)

### En solitario
- El nuevo despertar de la farándula cósmica (2012)
- La Lengua Chivata (2014)
- Manual de Jaleo (2018)[8]
- Constelaciones de humo (2020)
- Ceniza y barro (2023)